# Trachemys scripta scripta
Sous-espèce
Synonymes
- Testudo scripta Schoepff, 1792
- Testudo serrata Daudin, 1801
- Emys occipitatis 
Gray in Griffith & Pidgeon, 1830
- Emys vittata Gray, 1830

La Trachémyde à ventre jaune, Tortue à tempes jaunes, Tortue de Floride, ou Tortue à ventre jaune (Trachemys scripta scripta) est une sous-espèce de tortue de la famille des Emydidae.

## Répartition
Cette sous-espèce est endémique de l'est des États-Unis. Elle se rencontre en Virginie, en Caroline du Nord, en Caroline du Sud, en Géorgie, en Alabama et en Floride.

## Description
Les mâles adultes font 20 cm et les femelles 30 cm. Leur durée de vie peut aller jusqu'à 50 ans si elles sont dans un environnement naturel, sinon elles vivent plutôt 25 ans dans un aquarium.
Quant à elles, qui, par rapport aux Trachemys scripta elegans (voir:Tortue de Floride) qui ont des tempes rouges, ces tortues sont un peu jaunâtres.

## En captivité
Le genre entier (Trachemys ssp) est soumis au certificat de capacité pour l'élevage et le maintien en captivité en France, repris dans l'arrêté Perret du 10 août 2004 .
L'espèce Trachemys scripta est considérée comme invasive .

## Publication originale
- Thunberg in Schoepff, 1792 : Historia Testudinum Iconibus Illustrata. Erlangae, Ioannis Iacobi Palm, p. 1-136 (texte intégral).